# KIIS-FM
Ne doit pas être confondu avec Kiss Fm.
KIIS-FM est une station de radio américaine diffusant ses programmes en FM (102,7 MHz) sur Los Angeles. Son format est CHR (Contemporary hit radio (en)). La radio appartient à iHeartMedia, Inc. (anciennement Clear Channel Media and Entertainment jusqu'en septembre 2014). KIIS-FM est également à l'origine de la marque KISS FM déployée partout dans le monde.
Cette station a commencé ses émissions en 1967 sous le nom de KRHM, puis adopte le nom KKDJ et le format Top 40 en 1971.En 1975, KKDJ devient KIIS-FM propose un format destiné aux jeunes adultes avant de revenir au format Top 40 en 1981.

## Histoire
La station débute en 1967 sous le nom de KRHM sur la fréquence 102.7, avant de changer de nom le 15 avril 1971 pour devenir KKDJ et diffuser au format Top 40 jusqu'en 1975. Le 22 octobre 1975 la radio change à nouveau de format et devient une station AC (Adult Contemporary). La station change alors de nom ce même jour à 6 heures du matin durant le morning de l'animateur Charlie Tuna alors que la station KKDJ diffuse simultanément sur le 102.7 et sur la fréquence AM "1150" nommée KIIS AM au lieu de "KISS" en conséquence de la fréquence "115" qui ressemblait à "IIS". La station fusionne alors et devient "AM et FM, K-Double IS". La transition se fait tout au long de l'année 1975 et verra l'arrivée de nombreuses célébrités des médias comme Charlie Tuna, Jay Stevens ou encore Danny Martinez. Plus tard en 1977, l'ancien responsable des informations Gary McKenzie ayant contribué au succès de RKO et CBS est embauché par Kiis FM. Les stations AM et FM diffusent alors à cette époque le même programme la journée, alors que des décrochages se font le soir.
À la suite des difficultés de KIIS-FM sur son format AC, la station cherche à évoluer, d'abord pour le Top 40 en 1976, puis vers la dance/disco en 1978, avant de revenir au Top 40 en 1980. Gannett Company rachète KIIS-AM/FM et le format de KIIS-AM est changé pour un format religieux et adopte les lettres KPRZ-AM. À la suite des résultats médiocres, KPRZ change à nouveau de format pour diffuser des big bands et de la pop variété. Des personnalités de la station KMPC telles que Gary Owens ou Johnny Magnus font leur apparition, ainsi que l'ex animateur de la matinale de KIIS-FM Tom Murphy. Le format dure jusqu'en 1984 lorsque la radio redevient KIIS-FM.
En 1998, Jacor Communications (ex Clear Channel, aujourd'hui iHeartMedia, Inc.) rachète KAVS (aujourd'hui KVVS) et KYHT (maintenant KRSX-FM) et abandonne le format rock moderne des stations et adopte la diffusion de KIIS-FM. Le regroupement de toutes les stations AM/FM offre donc à KIIS-FM une couverture quasi continue entre Los Angeles et Las Vegas. Cependant cette couverture est de courte durée car KYHT rompt en 2001 pour diffuser KZXY puis KATJ avant d'adopter sa forme actuelle de format Oldies. Il reste alors à KIIS-FM sa fréquence FM 102.7 , sa fréquence AM natale 1150 ainsi que le 850 AM à Thousand Oaks jusqu'à la démolition des tours de diffusion.
Depuis le 8 juin 2011, KIIS FM rediffuse sur le canal XM 11 (canal satellite).
Aujourd'hui KIIS-FM diffuse au format CHR (Contemporary hit radio (en)), avec une large majorité de R&B et de Pop. Elle est rediffusée partout aux États-Unis sur plus de 80 fréquences du groupe.

## Identité visuelle (logo)

Logo de KIIS-FM de 1975 aux années 1980.
Logo de KIIS-FM des années 1980 à 1992.
Logo de KIIS-FM de 1992 à 1994.
Logo de KIIS-FM entre 1994 et 1995.
Logo de KIIS-FM de 1995 à 2002.
Logo de KIIS-FM de 2002 à 2012.
Logo de KIIS-FM depuis 2012 (existe en différentes couleurs)